# Wilhelm Marx (Politiker, 1851)

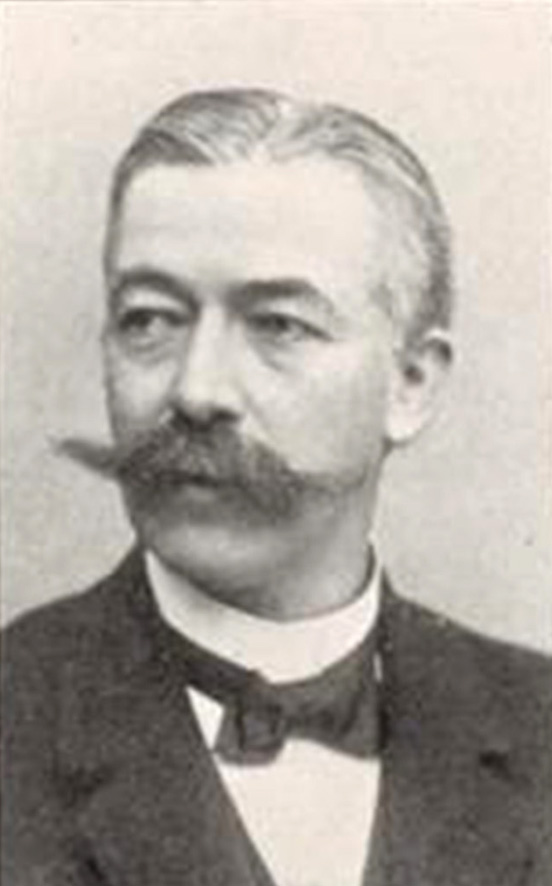
Oberbürgermeister Marx, Ehrenvorstand der Internationalen Kunstausstellung und großen Gartenbau-Ausstellung, Kunstpalast Düsseldorf, 1904

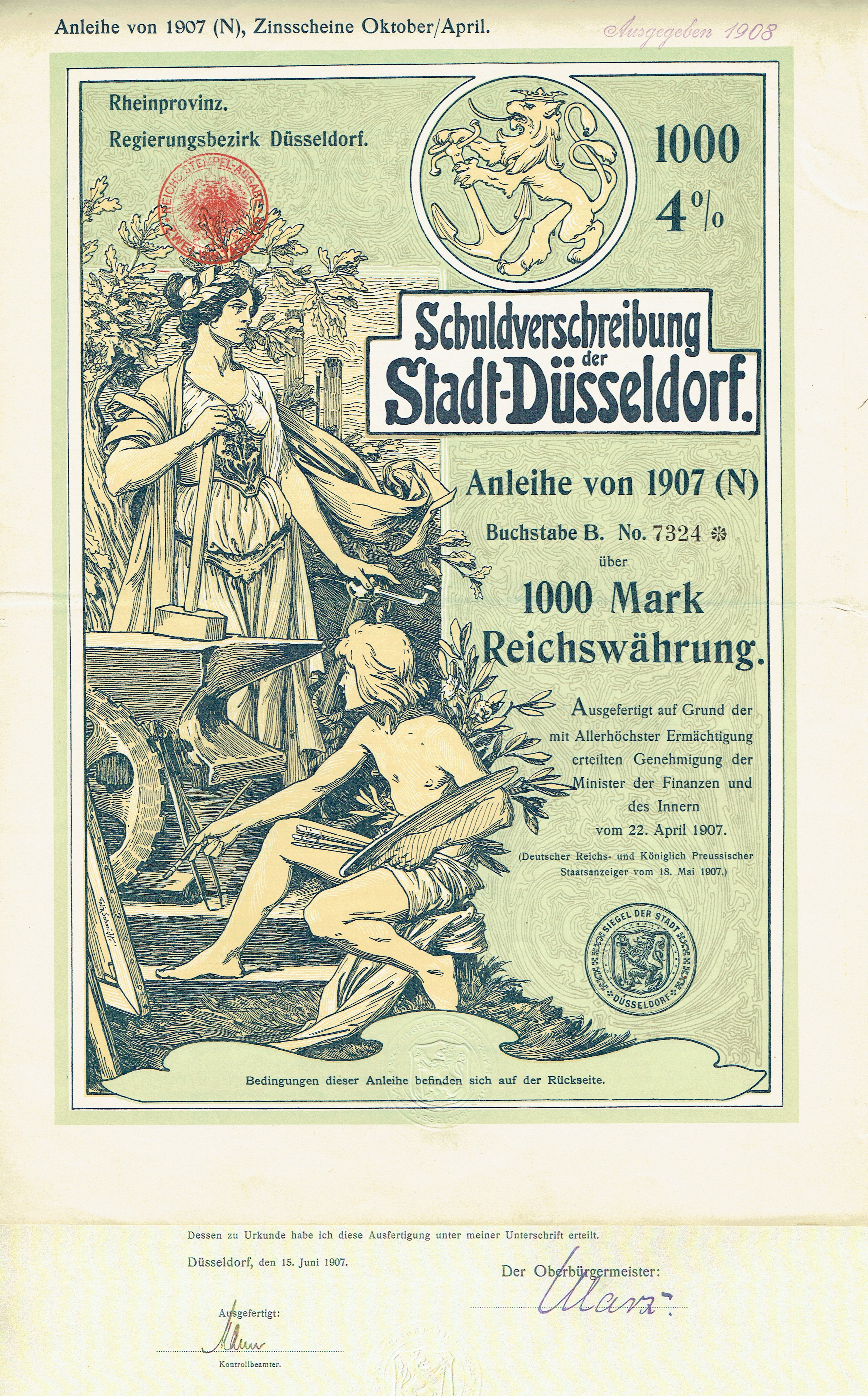
Anleihe der Stadt Düsseldorf vom 22. April 1907 mit Unterschrift von Oberbürgermeister Marx.

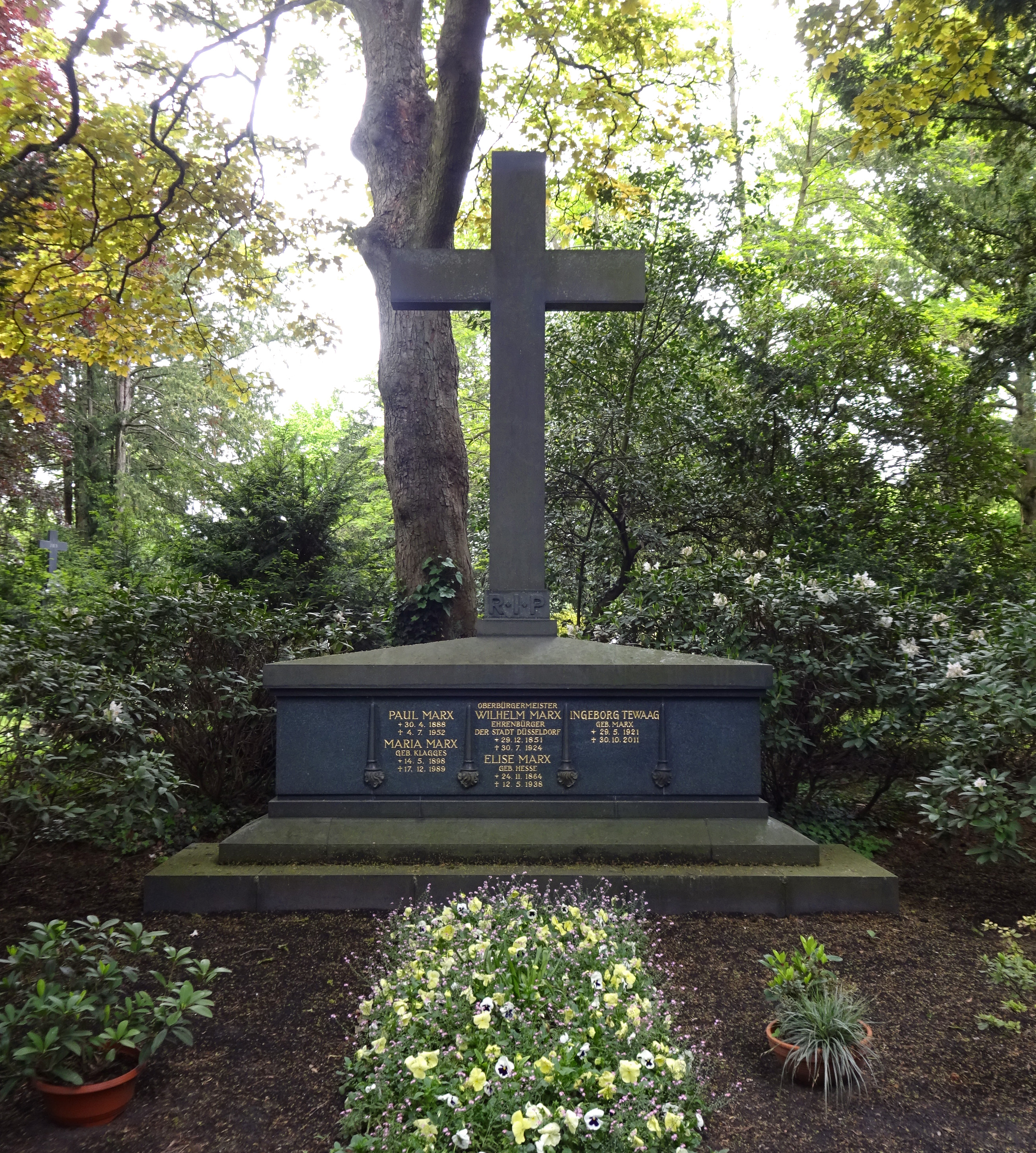
Oberbürgermeister Wilhelm Marx, Ehrenbürger der Stadt Düsseldorf, und Familie, Nordfriedhof Düsseldorf

Wilhelm Marx (* 29. Dezember 1851 in Oelinghoven, Siegkreis; † 30. Juli 1924 in Düsseldorf) war ein deutscher Jurist und Kommunalpolitiker. Als Oberbürgermeister der Stadt Düsseldorf bewirkte er wegweisende strukturpolitische Maßnahmen.

## Leben
Marx studierte Jura an den Universitäten in Bonn und Leipzig. Er war seit dem Sommersemester 1872 Mitglied der Studentenverbindung Akademischer Juristenverein Bonn (heute: AV Rheno-Colonia Köln). Er war als Referendar und als Assessor im staatlichen preußischen Gerichtswesen tätig. 1884 wurde er Amtsrichter in Elberfeld (heute zu Wuppertal).
Am 7. August 1888 wurde Marx zum Beigeordneten der Stadt Düsseldorf gewählt, die Amtseinführung erfolgte am 20. November 1888. Der Titel Oberbürgermeister wurde ihm am 20. April 1899 verliehen. Am 11. November 1899 wurde er für zwölf Jahre zum Oberbürgermeister gewählt. Ein Jahr vor Ablauf dieser Wahlperiode trat er 1910 aus gesundheitlichen Gründen als Oberbürgermeister zurück.
Während seiner 11-jährigen Amtszeit als Oberbürgermeister von 1899 bis 1910 führte Marx mit Unterstützung zahlreicher Industrieller wie Heinrich Lueg, Ernst Poensgen, Ernst Schiess oder Hermann Heye Düsseldorf in die „Moderne“. Unter seiner Ägide entwickelte sich Düsseldorf zu einer modernen, expandierenden Großstadt und baute den im 19. Jahrhundert erworbenen Ruf als Ausstellungsstadt weiter aus. Die Einwohnerzahl Düsseldorfs verdoppelte sich annähernd. Es gibt kaum einen städtischen Lebensbereich, der während dieser Zeit nicht einen bedeutenden Aufschwung genommen hätte.
Als Beigeordneter und später als Oberbürgermeister trug er entscheidend bei zum Bau des ersten städtischen Hallenbads (1888) und zum Bau des neuen Rheinhafens (1890–1896) sowie der daran anschließenden Rheinufervorschiebung (1898–1902). Er unterstützte das „Consortium“ zum Bau der Oberkasseler Brücke und war damit auch ein Wegbereiter der späteren Rheinbahn AG. Er bewirkte die Modernisierung des Schulwesens in Düsseldorf und den Bau neuer Krankenanstalten. Während seiner Amtszeit wurde in Düsseldorf 1908/1909 die bis dahin in Deutschland größte Aktion zur Beschäftigung von Arbeitslosen durchgeführt. Zu seinen kommunalpolitischen Erfolgen zählen ebenso die Eingemeindungen von 1908 und 1909, die Einrichtung eines Oberlandesgerichts in Düsseldorf, die glanzvollen Ausstellungen von 1902 und 1904 im Kunstpalast, die Bebauung des ehemaligen Kasernengeländes zwischen Königsallee und Kasernenstraße sowie die Errichtung der von der DELAG genutzten städtischen Luftschiffhalle, die am Beginn der Luftfahrtgeschichte Düsseldorfs steht. Unter seinem Einfluss entstand der Stahlhof als Sitz des neu gegründeten Stahlwerksverbandes – ein wesentlicher Faktor für das Image Düsseldorfs als „Schreibtisch des Ruhrgebiets“. Er unterstützte auch den Bau des Apollo-Theaters und des Düsseldorfer Schauspielhauses.
Marx war außerdem ein Mitinitiator der Gründung des Industrie-Clubs Düsseldorf.
Für all diese Verdienste erhielt er 1910 die Ehrenbürgerwürde der Stadt Düsseldorf. Außerdem wurde auch das erste Bürohochhaus Deutschlands, das 1924 fertiggestellte Wilhelm-Marx-Haus in Düsseldorf, als Ehrung nach ihm benannt.
Marx heiratete am 19. Mai 1885 in Olpe Elise, geborene Hesse (1864–1938). Beerdigt wurde er auf dem Friedhof in Olpe. 2008 wurden seine sterblichen Überreste nach Düsseldorf übergeführt. Am 6. Mai 2008 wurde sein Grab auf dem Düsseldorfer Nordfriedhof zu einem Ehrengrab der Stadt Düsseldorf erklärt.
Marx ist unter anderem Namensgeber der Gesellschaft Reitercorps Wilhelm Marx von 1926, diese Gesellschaft ist Mitglied im Sankt-Sebastianus-Schützenverein von 1316 e. V. Noch heute verbindet die Gesellschaft das Protektorat mit dem Hause Marx.